# Puppet Master
Série
Puppet Master II
(1991)
Pour plus de détails, voir Fiche technique et Distribution.
Puppet Master est un film américain réalisé par David Schmoeller, sorti en DTV en 1989.

## Synopsis
Un fabricant de poupées trouve une formule égyptienne permettant d'amener des poupées ou diverses autres choses à la vie et plusieurs années après la mort du fabricant, un homme les ramènent à la vie.

## Fiche technique
- Titre : Puppet Master
- Réalisation : David Schmoeller
- Scénario : David Schmoeller
- Musique : Richard Band
- Photographie : Sergio Salvati (en)
- Montage : Thomas Meshelski
- Production : Hope Perello
- Société de production : Full Moon Entertainment
- Société de distribution : Paramount Pictures
- Pays de production :  États-Unis
- Langue : Anglais
- Format : Couleur - Ultra Stereo - 1.33:1
- Genre : Fantastique et Horreur
- Durée : 89 min
- Date de sortie :
  - États-Unis : 12 octobre 1989
  - interdit aux moins de 12 ans

## Distribution
- Paul Le Mat (VF : Patrick Guillemin) : Alex Whitaker
- Robin Frates (VF : Odile Schmitt) : Megan Gallagher
- Irene Miracle : Dana Hadley
- Matt Roe (VF : Igor De Savitch) : Frank Forrester
- Kathryn O'Reilly : Carlissa Stamford
- Jimmie F. Skaggs : Neil Gallagher
- William Hickey (VF : Jean Michaud) : Andre Toulon